# Arqueano
Na escala de tempo geológico, o Arqueano (também escrito como Arcaiqueano ou Arcaico), em fontes mais antigas às vezes chamado de Arqueozoico, é o segundo dos quatro éons geológicos da história da Terra, precedido pelo Éon Hadeano e seguido pelo Proterozoico. O Arqueano representa o período de 4,031 a 2,5 bilhões de anos atrás. Supõe-se que o Intenso Bombardeio Tardio se sobrepõe ao início do Arqueano. A glaciação Huroniana ocorreu no fim do éon.
A Terra durante o Arqueano era principalmente um mundo aquático: havia crosta continental, mas grande parte dela estava sob um oceano mais profundo do que os oceanos atuais. Com exceção de alguns raros relíquias de cristais, a crosta continental mais antiga de hoje remonta ao Arqueano. Muitos dos detalhes geológicos do Arqueano foram destruídos por atividades subsequentes. A atmosfera da Terra também tinha uma composição muito diferente da atual: a atmosfera pré-biótica era uma atmosfera redutora, rica em metano e sem oxigênio livre.
A vida mais antiga conhecida, representada principalmente por tapetes microbianos de águas rasas chamadas estromatólitos, começou no Arqueano e permaneceu como simples procariontes (arqueias e bactérias) ao longo do éon. Os primeiros processos fotossintéticos, especialmente aqueles das primeiras cianobactérias, apareceram no Arqueano médio/final e levaram a uma mudança química permanente no oceano e na atmosfera após o Arqueano.

## Etimologia e mudanças na classificação
A palavra arqueano é derivada da palavra grega arkhē (αρχή), que significa começo, origem. Acreditava-se que o éon Pré-Cambriano era sem vida (Azoico); no entanto, foram encontrados fósseis em depósitos que foram considerados pertencentes à Éon Azoico. Antes do Éon Hadeano ser reconhecido, o Arqueano abrangeu a história inicial da Terra, desde a sua formação, cerca de 4,54 bilhões de anos atrás, até 2,5 bilhões de anos atrás.
Em vez de se basear na estratigrafia, o início e o fim do Éon Arqueano são definidos cronometricamente. O limite inferior do éon ou ponto de partida de 4,031±3 bilhões de anos atrás é oficialmente reconhecido pela Comissão Internacional de Estratigrafia, que é a idade das mais antigas formações rochosas intactas conhecidas na Terra. As evidências de rochas do Éon Hadeano anterior são, portanto, restritas, por definição, a fontes não rochosas e não terrestres, como grãos minerais individuais e amostras lunares.

## Subdivisões
Divide-se nas Eras (da mais antiga para a mais recente).
| Éon      | Era           | M. anos |
| -------- | ------------- | ------- |
| Arqueano | Neoarqueano   | 2.800   |
| Arqueano | Mesoarqueano  | 3.200   |
| Arqueano | Paleoarqueano | 3.600   |
| Arqueano | Eoarqueano    | 4.031   |

Eoarqueno: Primeira Era do Éon Arqueano e está compreendido entre 4,031 a 3,6 bilhões de anos. O início do Eoarqueno é marcado pelo bombardeio intenso de asteroides no sistema solar e consequentemente na terra. A principal característica dessa Era é que pela primeira vez a terra possuía uma crosta rígida. A rocha mais antiga do mundo datada em 4,03 bilhões de anos, o Gnaisse de Acasta foi formado nessa era.
Paleoarqueno: Segunda Era do Éon Arqueano que está compreendida entre 3,6 a 3,2 bilhões de anos. Os eventos mais marcantes dessa era foram a aparição dos primeiros continentes, e acredita-se que o primeiro supercontinente nomeado Vaalbara tenha se formado nessa Era. Além disso, ocorreu a aparição das primeiras evidências de vida confirmada da terra.
Mesoarqueno: Terceira Era do Éon Arqueano que está compreendida entre 3,2 a 2,8 bilhões de anos. Nessa Era ocorreu a separação do supercontinente Vaalbara e os estromatólitos se proliferaram pela terra. Além disso, ocorreu a glaciação de Pongola na Africa em 2,9 bilhões de anos, devido a evolução da fotossíntese terrestre.
Neoarqueno: Quarta e última Era geológica do Éon Arqueano que está compreendida entre 2,8 a 2,5 bilhões de anos. Marcada pelo desenvolvimento da tectônica, deposição e formação de depósitos de formações ferríferas bandadas, chert’s, sedimentos químicos e TTG’s.

## A Terra Arqueana

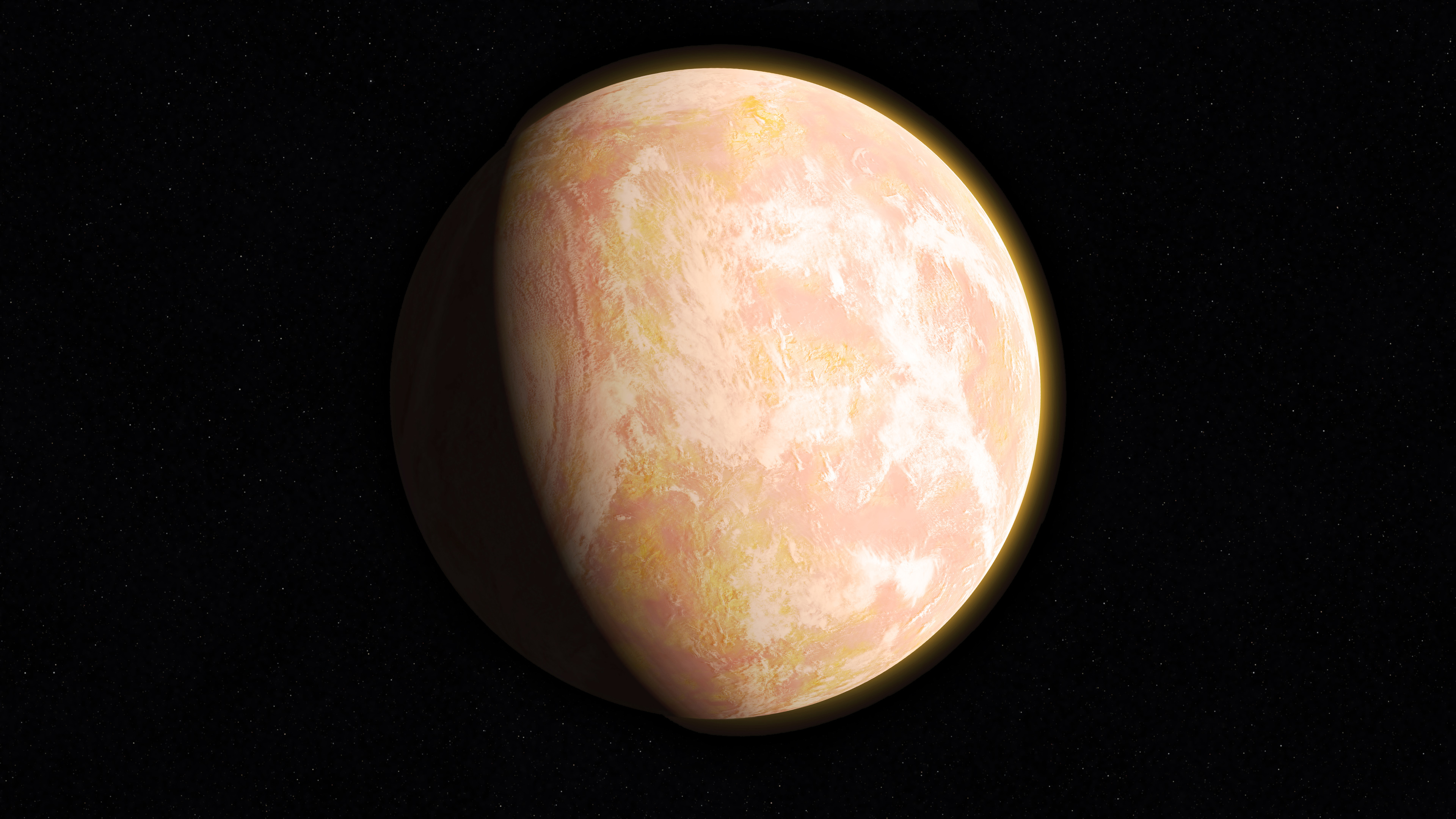
Representação artística da Terra durante o período Arqueano.

No começo do Arqueano, o fluxo de calor da Terra era aproximadamente três vezes maior que é hoje. O calor extra pode ter sido remanescente da acreção planetária, da formação do núcleo de ferro, e parcialmente causado pela maior produção radioativa de núcleos atômicos de vida curta, tais como urânio-235.
As mais velhas formações rochosas expostas na superfície da Terra são arqueanas. As rochas arqueanas expostas atualmente se encontram na Groenlândia, do Escudo Canadense, Austrália ocidental e África meridional. Apesar de os primeiros continentes terem se formado durante este éon, rochas dessa idade compõem apenas 7% dos crátons atuais do mundo, isso devido as movimentações e mudanças da terra ao longo do período geológico. Assim, mesmo considerando a erosão e a destruição das formações passadas, a evidência sugere que apenas 5-40% da crosta continental atual formou-se durante o Arqueano.
A maioria das rochas arqueanas que existem são metamórficas e ígneas, o grosso das últimas intrusivas. A atividade vulcânica era consideravelmente maior que hoje, com numerosos hot spots e quebras continentais, e erupção de lavas incomuns como as komatiíticas. Rochas ígneas intrusivas como os grandes sills e volumosas massas plutônicas de granito e diorito, intrusões em camadas máficas a ultramáficas, anortositos e monzonitos conhecidos como sanukitoides predominam por todos os remanescentes cratônicos cristalinos da crosta arqueana que existem hoje.
Não houve grandes continentes até tarde no Arqueano; o que existia eram pequenos protocontinentes, impedidos de se unirem em unidades maiores pela alta taxa de atividade geológica. Esses protocontinentes félsicos provavelmente se formaram em hot spots, a partir de uma variedade de processos: diferenciação ígnea de rochas máficas para produzir rochas intermediárias e félsicas, magma máfico fundindo mais rochas félsicas e forçando a granitização de rochas intermediárias, fusão parcial de rochas máficas, e alteração metamórfica de rochas sedimentares félsicas.
As temperaturas parecem ter sido próximas dos níveis modernos, com água líquida presente, devido à presença de rochas sedimentares dentro de certos gnaisses altamente deformados. Astrônomos pensam que o sol era cerca de um terço menos quente, o que contribuiria para baixar as temperaturas globais em relação ao que de outra forma seria esperado. Pensa-se que esse efeito era contrabalançado por quantidades de gases de efeito estufa maiores do que as verificadas mais tarde na história da Terra. A ausência de grandes continentes impediria o consumo elevado de dióxido de carbono, através do intemperismo das rochas. A falta de organismos clorofilados também evitaria o consumo de dióxido de carbono. Assim a atmosfera no arqueano permaneceu redutora durante todo o Éon.

## Rochas Arqueanas
As rochas arqueanas são compostas principalmente por dois grupos, se distinguindo pelo grau de metamorfismo, são os greenstone belts e terrenos gnáissicos de alto grau.
Os greenstone belts são formados por rochas metavulcânicas e metassedimentares provindas de um metamorfismo regional de fácies xisto verde e são fortemente cisalhadas e deformadas. Sua coloração verde vem dos minerais de clorita, actinolita e epídoto. Existem três principais grupos estratigráficos que formam os greenstone belts, na base encontra-se as lavas komatiíticas, caracterizadas por serem ultramáficas, onde sua ocorrência se deu quase que exclusivamente em crosta arqueana. O grupo intermediário é composto por rochas vulcânicas intermediárias e félsicas, com composição química semelhante a arcos de ilhas. E o grupo na unidade superior é composto por sedimentos clásticos, como grauvacas, arenitos, conglomerados e formações ferríferas bandadas (BIF’s). A formação dos greenstone belts ocorre devido a colisão e suturação de protocontinentes.

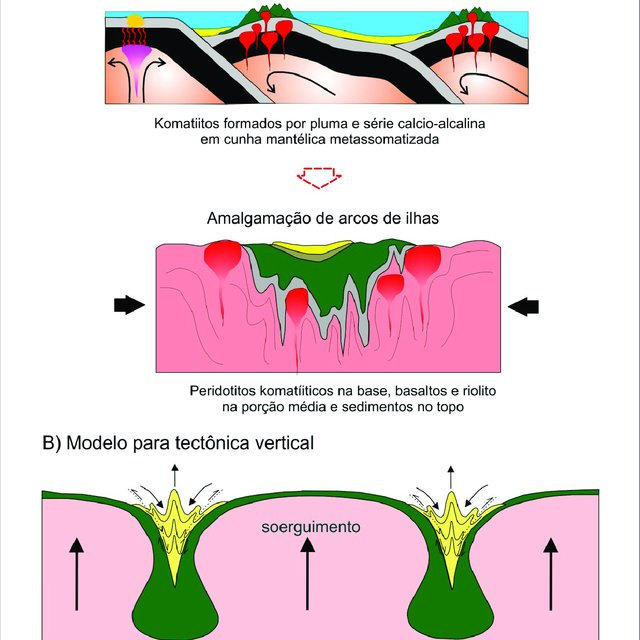
Modelo de formação dos greenstone belts por tectônica de placas. Fonte: Souza et al. (2001). Retirado de: Oliveira R.G et al, Levantamento aerogravímétrico Carajás. (2020)

Os terrenos gnáissicos apresentam fácies anfibolito ou granulito. Essas rochas formam a maioria das áreas cratônicas arqueanas. Possuem uma variedade de quartzo-feldspático, complexos acamadados de Peridotito-gabro-anortosito e anfibolitos metavulcânicos e metassedimentos.
A intrusão de granitoides nos greenstone belts e gnaisses formam um grupo conhecido por Tonalito-Trondhjemito-Granodiorito conhecidos como TTG’s. Tem-se que tonalitos e trondhjemitos são variedades de quartzo diorito que geralmente são deficientes em feldspato potássico.
A rocha com datação mais antiga do mundo é o gnaisse de Acasta, datado em 4,03 bilhões de anos. Porém, é muito incerto a época que começou a formação de rocha na terra, visto que foram encontrados zircões em detritos na região de Jacon Hills na Australia datados em 4,4 bilhões, isto é, para ter zircões em sedimentos, é necessário ter uma rocha fonte que sofreu erosão e transporte, o que gera especulações atualmente sobre o início da formação de crosta continental terrestre.

## Tectônica Arqueana
De acordo com estudos realizados no cráton Pilbara Oriental no oeste da Austrália, a tectônica arqueana ocorreria em um sistema de domos e quilhas. O modelo funciona com a diferença de densidade, no qual os greenstone belts são mais densos que os TTG’s, e assim ocorre uma inversão de densidade crustal. Inicialmente tem-se a deposição dos greenstone belts acima do TTG’s, o processo de domos começa principalmente em centros vulcânicos, onde os basaltos dos greenstone são mais densos que os TTG’s, iniciando o processo de subsidência, assim com o enfraquecimento térmico, que auxilia esse afundamento, se forma as quilhas que são o greenstone belts e os domos que são os TTG’s.

## Vida Arqueana

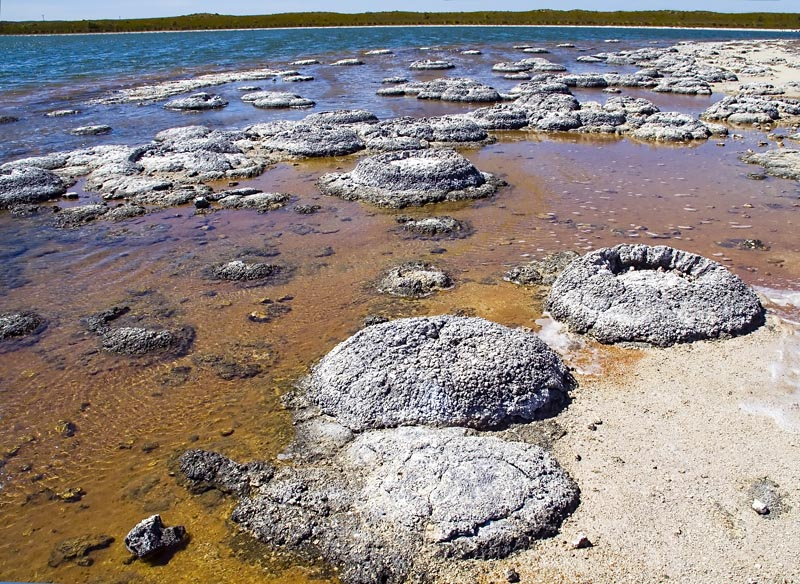
estromatólitos na Austrália

A vida provavelmente esteve presente por todo o Arqueano, mas deve ter sido limitada a simples organismos unicelulares não nucleados, chamados procariontes, pois não há fósseis de eucariotos tão antigos. Os primeiros fosseis datados foram os estromatólitos e são encontrados por todo o Arqueano, tornando-se especialmente comum mais tarde no éon. Foram de extrema importância para o início da oxigenação terrestre, visto que são os primeiros organismos a fazer fotossíntese. Além disso, tem evidencias de fósseis de bactérias que são conhecidos de depósitos de chert. Assim, além do domínio Bactéria, microfósseis de extremófilos do domínio Archaea também têm sido identificados. Não se conhecem fósseis de eucariontes nessa época, apesar de que eles podem ter evoluído durante o Arqueano e não terem se fossilizado para uma evidencia mais concreta atualmente.

## Importância econômica
As rochas do Arqueano possuem uma importância econômica muito alta, principalmente os greenstone belts que possuem grandes depósitos de ouro, sulfetos de níquel e elementos no grupo da platina. A ocorrência desses depósitos ocorre primordialmente devido a deformação e grande zona de cisalhamento dessa rocha, possibilitando o processo de ascendência do ouro, e por serem mais antigas já sofreram um grande processo de erosão, o que possibilitou a exposição desses depósitos de ouros. Ao contrario dos depósitos de ouro, as formações ferríferas bandadas não são viavelmente econômica nesse Éon, visto que as jazidas não são expressivas em tamanho, igual as formações ferríferas do Proterozóico.
Um exemplo de greenstone belts no Brasil é o Supergrupo Rio das Velhas no estado de Minas Gerais, conhecido por conter depósitos de ouros em níveis mundiais.